# Autobusové nádraží Jilemnice
Autobusové nádraží Jilemnice je autobusové nádraží v Jilemnici, nacházející se mezi ulicemi Žižkova a Ke Stadionu. Vlastníkem je EnergoGas Invest s.r.o., která provozuje autobusovou společnost BusLine.

## Popis
Nádraží je kombinované, jak příjezdové, tak koncové. Je tvořeno 12 nástupišti. Uprostřed se nachází krytý ostrůvek. Nachází se zde též vestibul s prodejnou jízdenek, placenými toaletami a automaty na jídlo i pití. Ve stejné budově sídlí občerstvení. V něm byli roku 2012 zadrženi čtyři lidé obvinění z distribuce drog.
Autobusové nádraží využívají společnosti
- BusLine
- Osnado, s.r.o.
- Krkonošská autobusová doprava spol s.r.o.
- Arriva Východní Čechy s.r.o.